# Hydrovatus niger
Hydrovatus niger är en skalbaggsart som beskrevs av Gschwendtner 1938. Hydrovatus niger ingår i släktet Hydrovatus och familjen dykare. Inga underarter finns listade i Catalogue of Life.